# Pelochelys cantorii
Pelochelys cantorii — вид трёхкоготных черепах.

## Описание

### Внешний вид
Одна из самых крупных мягкотелых черепах и пресноводных черепах вообще. Может достигать длины карапакса до 200 см и весить около 50 кг.
У взрослых особей карапакс гладкий. В шейной области бугорки отсутствуют или очень мелкие. Карапакс молодых черепах гладкий или с рядами бугорков только в области костной основы карапакса. У молодых бугорки на шее отсутствуют.

### Распространение
Pelochelys cantorii распространена в Индии, Бангладеш, Бирме, Таиланде, Малайзии, Камбодже, Вьетнаме, Южном Китае (включая Хайнань), Индонезии (включая Суматру, Борнео и Западную Яву), на Филиппинах. Столь обширный ареал, возможно, объясняется способностью преодолевать проливы с морской водой, либо завозом местными жителями, которые используют в пищу мясо и яйца черепах.

### Образ жизни
Pelochelys cantorii встречается, прежде всего, во внутренних пресных водоемах, медленно текущих реках и ручьях, часто вдали от моря. Но, возможно, её распространение охватывает также прибрежные районы, и черепаха заходит в солоноватоводные эстуарии вдоль побережья или в море.
Эти черепахи проводят большую часть времени лёжа неподвижно, зарывшись в песок и выставив из него только глаза и переднюю часть головы. Они могут подниматься к поверхности, чтобы подышать, только два раза в день, а остальное время проводят в воде, получая необходимый кислород при помощи глоточного дыхания.

### Питание
Pelochelys cantorii является засадным хищником. Она почти исключительно плотоядна, питается крабами, креветками, моллюсками и рыбой, иногда поедает некоторые водные растения.

### Размножение
Откладка яиц происходит в феврале—марте. Гнёзда выкапываются на берегах рек. Самки откладывают 20—28 сферических яиц (около 3,0—3,5 см в диаметре) за одну кладку.

## Повторное открытие
До недавнего времени Pelochelys cantorii считалась вымершей, так как её в последний раз видели в Камбодже в 2003 г. В 2007 г., в результате обследования одного из районов на реке Меконг в Камбодже, черепах нашли вдоль короткого участка реки длиной 30 миль (48 км). Сначала была обнаружена кладка яиц, а затем взрослая самка весом 11 кг.

## Охранный статус
Эта черепаха исчезла на значительной части своего первоначального ареала. В «Красных списках угрожаемых видов» (IUCN Red List of Threatened Animals) находится в категории Endangered (EN) — виды, находящиеся под угрозой исчезновения.